# Hugh Carthy
Hugh John Carthy (født 9. juli 1994 i Preston) er en professionel cykelrytter fra England, der er på kontrakt hos EF Education-EasyPost.
Som professionel havde han i 2019 karrierens foreløbigt bedste sæson, da han blandt andet blev nummer 11 ved Giro d'Italia 2019. Efter et soloudbrud på 100 kilometer vandt han 9. etape og den samlede bjergkonkurrence ved Schweiz Rundt. Etapesejren i Schweiz var Carthys første på World Touren.